# Oba (titre)
Pour les articles homonymes, voir Oba.

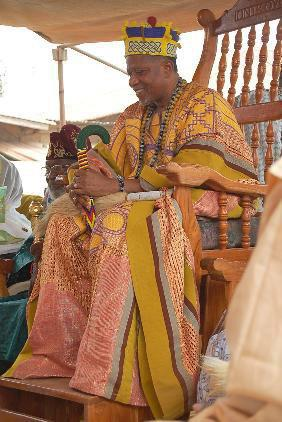
Oba Abessan V, l'Onikoyi de Porto Novo.

Oba signifie souverain dans les langues yoruba et édo. Les rois du Yorubaland, une région qui fait partie des républiques modernes du Bénin, du Nigeria et du Togo, l'utilisent comme titre honorifique pré-nominal. Des exemples de porteurs yoruba incluent oba Ogunwusi d'Ile-Ife, oba Aladelusi (en) du royaume d'Akure (en) et oba Akiolu de Lagos. Un exemple de porteur de Bini est oba Ewuare II du royaume du Bénin.
Un titre similaire, mais distinct, est celui d'Oloye, utilisés dans les chefferies Yorubas.

## Titres aristocratiques chez les Yoruba
Le système de chefferie yoruba peut être divisé en quatre rangs distincts : les chefs royaux, les chefs nobles, les chefs religieux et les chefs communs. La famille royale est dirigée par les obas qui siègent au sommet de la hiérarchie et font office de fons honorum de l'ensemble du système. Ils sont rejoints dans la classe des chefs royaux par les dynastes titrés de leurs familles royales. Les trois autres rangs, qui fournissent traditionnellement les membres d'une série de conseils privés, de cultes et de guildes, supervisent l'administration quotidienne des Etats traditionnels (en) yoruba et sont dirigés par les iwarefas (en), les arabas et les anciens titrés par les familles royales.
Le titre oba est distinct de celui d'Oloye en pays Yoruba, qui est lui-même utilisé de la même manière par les titulaires de titres subordonnés dans le système de chefferie yoruba contemporain.

## Oba

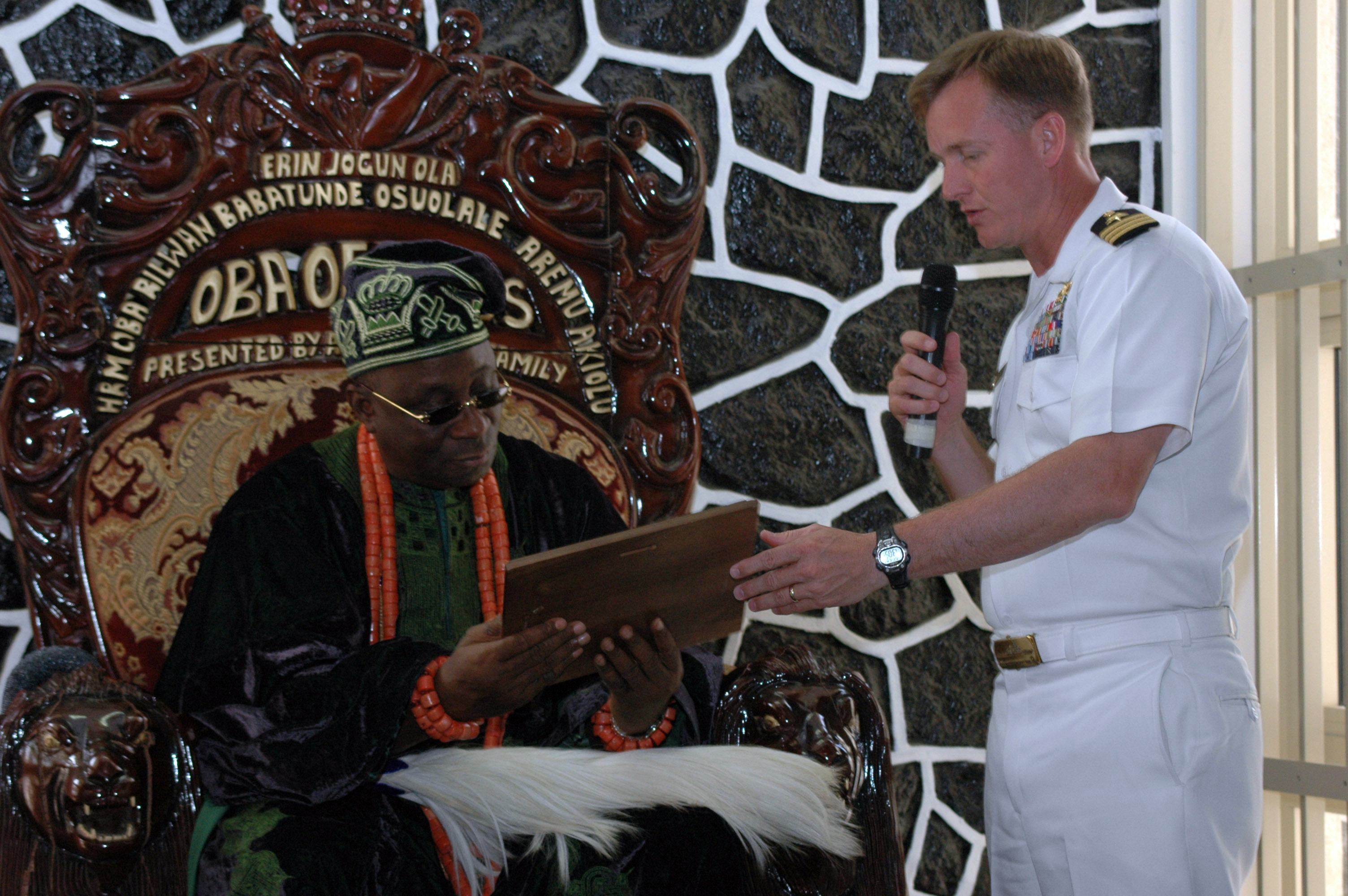
En juin 2006, le commandant de l', Jeffrey Wolstenholme remet à oba Rilwan Akiolu, l'Oba de Lagos, une plaque de navire lors de la visite de son navire dans son royaume.

Il existe deux sortes différentes de monarques yoruba : Les rois des clans yoruba, qui sont souvent de simples réseaux de villes apparentées et les rois des villes individuelles. Pour les rois de clans, on peut citer par exemple l'oba des Ẹ̀gbá (en) porte le titre « Alaké (en) » car son siège ancestral est le quartier Aké d'Abẹ́òkúta, d'où le titre Aláké, qui signifie en yoruba Celui qui possède Aké. L'Oba d'Ọ̀yọ́, quant à lui, porte le titre d’Aláàfin, qui signifie Celui qui possède le palais. Pour les rois individuels, on peut citer par exemple celle d'Ìwó dans l'État d'Osun qui porte le titre Olúwòó.
Les villes de première génération de la patrie yoruba, qui englobe de vastes étendues du Bénin, du Nigeria et du Togo, sont celles où les obas portent généralement des couronnes de perles ; les dirigeants de nombreuses colonies de « deuxième génération » sont également souvent des obas. Ceux qui restent et ceux de la troisième génération ont tendance à être dirigés uniquement par les détenteurs du titre Baálẹ̀, qui ne portent pas de couronne et qui sont, du moins en théorie, les vice-rois régnants des personnes qui en portent.

## Oloye

Olóyè Moshood Abiola, le prince d'Oyo.

Tous les membres subordonnés de l'aristocratie yoruba, qu'ils soient chefs traditionnels ou honoraires, utilisent le pré-nominal Olóyè de la même manière que les rois et les reines régnantes utilisent Ọba. Il est également souvent utilisé par les princes et les princesses dans des situations familières, bien que le titre qui leur est le plus souvent attribué officiellement soit Ọmọba. Les épouses des rois, des princes et des chefs d'origine royale utilisent généralement le titre Olorì (l'équivalent de Princesse Consort), bien que certaines épouses de dirigeants dynastiques préfèrent être appelées Ayaba (l'équivalent de Reine Consort). Les épouses des chefs non royaux, lorsqu'elles sont elles-mêmes titulaires de titres à part entière, ont tendance à utiliser le titre honorifique Ìyálóyè (l'équivalent de Mère porteuse de titre) en leur qualité de cheffes mariées.

## Couronne de l'oba

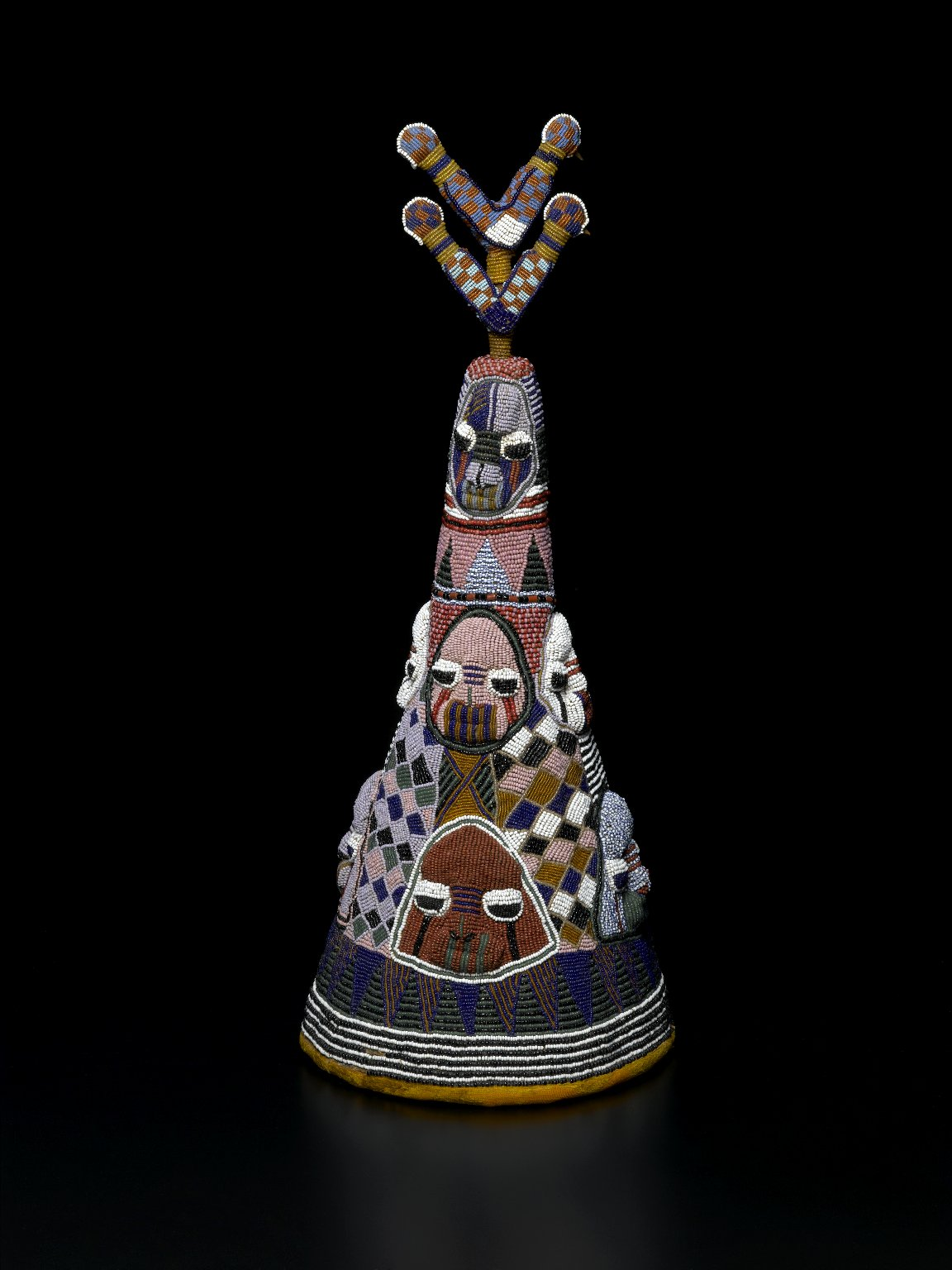
La couronne perlée "Ade" d'Oba Onijagbo Obasoro Alowolodu, l'Ogoga d'Ikere.

La couronne brodée de perles avec voile de perles, attribut principal de l'Oba, symbolise les aspirations d'une civilisation au plus haut niveau d'autorité. Dans son article fondateur sur le sujet, Robert F. Thompson écrit : « La couronne incarne l'intuition de la force royale ancestrale, la révélation d'une grande perspicacité morale dans la personne du roi et l'éclat des expériences esthétiques ».

## Devoirs royaux
Le rôle de l'oba diminue avec l'avènement des institutions coloniales et démocratiques. Cependant, un événement qui revêt encore un prestige symbolique et un capital est celui de la prise et de l'attribution du titre de chef. Cela remonte à l'époque des chefs guerriers Oyo et des fonctionnaires du palais à l'époque médiévale, lorsque des individus puissants d'ascendance variée détenaient des titres importants dans l'empire. Au pays Yoruba, comme dans de nombreuses autres régions du Bénin, du Nigeria et du Togo, les titres de chef sont principalement attribués à des hommes et des femmes qui réussissent au sein d'un territoire sous-sectionnel donné, bien qu'il ne soit pas rare qu'une personne venant d'ailleurs en reçoive un. Les titres agissent également comme un capital symbolique qui peut être utilisé pour gagner les faveurs lorsque le souhaite l'oba individuel qui les a décernés, et parfois vice versa. Lors de toutes les cérémonies traditionnelles d'investiture des chefs désignés, l'oba est considéré par les Yoruba comme le principal centre d'attention, ayant préséance même sur les membres des gouvernements officiels de l'un des trois pays s'ils sont présents.
Alors que l'oba mène le cortège des nominés sur une estrade spécialement brodée devant un public plus large d'invités et de sympathisants, des festivités de toutes sortes se déroulent au rythme des tambours traditionnels. Les emblèmes sont distribués en fonction de l'ancienneté, et les draperies portées par les oba et les chefs sont conçues pour être élaborées et coûteuses. La plupart des activités sont couvertes par les médias locaux et entrent ensuite dans le domaine public. Seules les initiations secrètes des chefs traditionnels du plus haut rang sont tenues secrètes pour tous les étrangers. Des cérémonies comme celle-ci, ainsi que le processus de sélection et d'entretien des réseaux de chefs, sont deux des principales sources de pouvoir de la royauté contemporaine d'Afrique de l'Ouest.

## Devoirs sacerdotaux

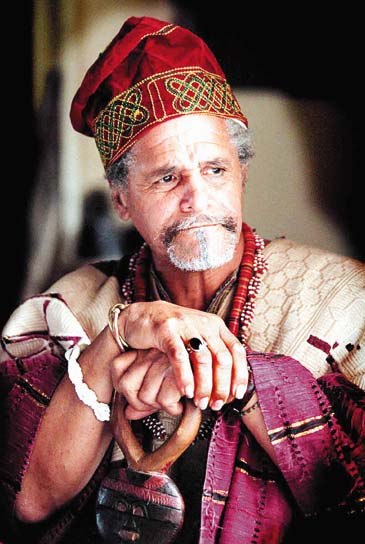
Oba Adefunmi Ier d' Oyotunji, États-Unis

En tant que dirigeant sacré, l'oba est traditionnellement considéré par les Yoruba comme le prêtre en chef d'office de tous les cultes Orisha de son domaine. Bien que la plupart des fonctions quotidiennes de ce poste soient déléguées en pratique à des personnalités telles que les arabas, certains rites traditionnels de la religion yoruba ne peuvent être accomplis que par les oba, et c'est pour cette raison que les titulaires des titres sont souvent considérés comme ceux de chefs religieux en plus d'être des monarques politico-cérémoniaux.

## Voir également